# Sovetskoe šampanskoe
Sovetskoe šampanskoye (in russo: Советское шампанское, "Champagne sovietico") è un marchio generico di spumante prodotto inizialmente in Unione Sovietica su iniziativa dello stesso stato.Tipicamente viene realizzato da una miscela di uva Aligoté e Chardonnay.
Dopo la dissoluzione dell'URSS, aziende private in Russia, Bielorussia, Moldavia e Ucraina hanno acquistato i diritti per usare il nome "Sovetskoe šampanskoe" come marchio e continuare a produrlo con la stessa etichetta. 

## Storia
Lo zar Paolo I di Russia fu il primo a riunire insieme i vini della Crimea e l'esperienza degli maestri francesi dello Champagne ma fu un aristocratico russo della famiglia dei Golicyn a creare il primo spumante russo di successo economico ad Abrau-Djurso. Il nuovo vino fu presentato all'Esposizione di Parigi del 1900 con il nome di Novyj Svet (Новый Свет, "Nuovo mondo"), ottenendo l'attenzione internazionale vincendo il "Gran Prix de Champagne".
Quando la rivoluzione d'ottobre portò i bolscevichi al potere nel 1917, la produzione del Novyj Svet venne interrotta ma appena la neonata Unione Sovietica iniziò a svilupparsi industrialmente, il governo chiese agli enologi russi di realizzare una ricetta per un nuovo "champagne del popolo" che doveva essere economico, veloce da produrre ed accessibile alle masse operaie. Il nuovo marchio, chiamato "Sovetskoe šampanskoe", fu creato nel 1928 da un gruppo del Sovnarchoz. L'ideatore della nuova tecnologia era Anton Frolov-Bagreev, precedentemente al servizio dei Golicyn a Abrau-Djurso. In un drammatico incidente durante la guerra civile russa, Frolov-Bagreev rischiò di essere ucciso per aver rifiutato la richiesta di una squadra proletaria di cedere loro tutte le scorte di vino della fabbrica, ma riuscì a sopravvivere grazie all'aiuto dei suoi impiegati che lo nascosero dietro le botti di vino e avvertirono le autorità sovietiche. Frolov-Bagreyev ricevette numerose borse di studio statali, lauree accademiche ed il premio Stalin per il suo lavoro nella produzione del vino sovietico. La tecnologia per la produzione venne migliorata e resa più economica nel 1953 dal professore Georgij Agabal’janc, che per tale risultato ricevette il premio Lenin. Nel 1975, la casa francese Moët & Chandon acquistò una licenza per la produzione dello spumante con il metodo sovietico.

## Status legale
In base al diritto dell'Unione Europea, come anche ai trattati accettati da molte nazioni, i vini spumanti prodotti al di fuori della regione vinicola della Champagne, compresi quelli prodotti in altre parti della Francia, non possiedono il diritto di utilizzare il termine "champagne" poiché protetto dal marchio AOC.  Pertanto nel 2009, la Francia si è attivata per cercare di negoziare con la Russia riguardo al nome del prodotto, raggiungendo un'intesa nel 2011 a favore dello spumante francese.
L'Ungheria (che inizialmente produceva lo Sovetskoe šampanskoe con la licenza dell'URSS), per contrasto, produce tale vino con il nome di Sovetskoee Igristoee, quest'ultimo utilizzato anche da alcuni produttori sovietici.
Altri marchi sono l'Odessagne, importato dalle viterie realizzate dai francesi a Odessa per la nobiltà russa, e Sparkling 1917, un vino spumante brut prodotto in Bielorussia con vino proveniente dalla Moldavia.
Nel gennaio 2016, il produttore ucraino dello spumante ha annunciato la rinomina del marchio Sovetovskoee šampanskoe per conformarsi alla legge sulla decomunizzazione.